# رج ئی. کثی
رج ای. کسی (انگلیسی: Reg E. Cathey؛ زادهٔ ۱۸ اوت ۱۹۵۸ – درگذشته ۹ فوریهٔ ۲۰۱۸) هنرپیشه اهل ایالات متحده آمریکا بود.

## بخشی از فیلمشناسی
از فیلم‌ها یا برنامه‌های تلویزیونی که وی در آن نقش داشته‌است می‌توان به آثار زیر اشاره کرد.
- من و او (۱۹۸۸)
- عبور از دلنسی (۱۹۸۸)
- متولد چهارم ژوئیه (۱۹۸۹)
- توپ‌های گشاد (فیلم ۱۹۹۰) (۱۹۹۰)
- ماسک (فیلم ۱۹۹۴) (۱۹۹۴)
- تهدید فوری و آشکار (فیلم) (۱۹۹۴)
- کله‌پوک‌ها (فیلم ۱۹۹۴) (۱۹۹۴)
- ناپلئون (فیلم ۱۹۹۵) (۱۹۹۵)
- هفت (فیلم ۱۹۹۵) (۱۹۹۵)
- روانی آمریکایی (فیلم) (۲۰۰۰)
- پوتی‌تنگ (۲۰۰۱)
- رئیس دولت (فیلم) (۲۰۰۳)
- سوات (فیلم) (۲۰۰۳)
- ماشین‌چی (۲۰۰۴)
- آربیتراژ (فیلم) (۲۰۱۲)
- وینسنت مقدس (فیلم) (۲۰۱۴)
- چهار شگفت‌انگیز (فیلم ۲۰۱۵) (۲۰۱۵)
- دست‌های سنگی (۲۰۱۶)
- سسمی استریت (۱۹۸۸–۱۹۸۹)
- پیشتازان فضا: نسل بعدی (۱۹۹۳)
- بخش فوریت‌های پزشکی (مجموعه تلویزیونی) (۱۹۹۶)
- آرلیس (۱۹۹۷–۱۹۹۸)
- بایکوت (فیلم ۲۰۰۱) (۲۰۰۱)
- دیدبان سوم (۲۰۰۵)
- وایر (۲۰۰۶–۲۰۰۸)
- ۳۰ راک (۲۰۱۰)
- مظنون (مجموعه تلویزیونی) (۲۰۱۲)
- گریم (مجموعه تلویزیونی) (۲۰۱۳)
- خانه پوشالی (مجموعه تلویزیونی آمریکایی) (۲۰۱۳–۲۰۱۶)
- بانشی (۲۰۱۴)
- همسر خوب (۲۰۱۵)
- فهرست سیاه (مجموعه تلویزیونی) (۲۰۱۶)
- هوراس و پیت (۲۰۱۶)
- رانده‌شده (مجموعه تلویزیونی) (۲۰۱۶–۲۰۱۷)
- ابتدایی (مجموعه تلویزیونی) (۲۰۱۸)
- لوک کیج (مجموعه تلویزیونی) (۲۰۱۸)